# Páirc Sheáin Mhic Dhiarmada
Il Páirc Sheáin Mhic Dhiarmada (in inglese: Seán Mac Dermott Park) è uno stadio irlandese della Gaelic Athletic Association situato a Carrick-on-Shannon, nella contea di Leitrim e su esso le franchige di calcio gaelico ed hurling della contea disputano le proprie partite casalinghe. La capienza complessiva si aggira sui 17000 posti, seppure solo 3000 siano a sedere. Prende il proprio nome da un rivoluzionario irlandese, Seán Mac Diarmada, che partecipò alla Rivolta di Pasqua del 1916.
Nel 2006/2007 gli spogliatoi e le stanze destinate alla stampa, vennero abbattute per fare posto ad una tribuna coperta da 3000 seggiolini. Questa, a differenza della maggior parte delle altre tribune coperte irlandesi, garantisce una completa visione del terreno di gioco e in essa sono forniti svariati servizi, distribuiti tra i tre piani della struttura:
Sotto la tribuna, piano terra
- 4 spogliatoi (con eccellenti servizi igienici e docce per 12-15 persone);
- Stanze per gli arbitri;
- Cucina e sala da pranza;
- Servizi igienici per gli spettatori (inclusi quelli destinati ai disabili);
- Area per il pronto soccorso;

Secondo piano
- Cucina;
- Stanze per i test anti-doping;
- Sala riunioni;
- Ufficio stampa;
- 3 stanze destinate ad ulteriori ed occasionali servizi;
- Sala museo;

Terzo piano, corrispondente all'ultima fila della tribuna
- Area per commentatori radiofonici;
- Area destinata alla stampa;
- Zona per le riprese televisive.

Questa tribuna, finanziata con fondi raccolti direttamente dalla gente del luogo, è intitolata a Mhic Shamhrain.